# Saxifraga dielsiana
Saxifraga dielsiana är en stenbräckeväxtart som beskrevs av Adolf Engler och Irmsch.. Saxifraga dielsiana ingår i Bräckesläktet som ingår i familjen stenbräckeväxter. Inga underarter finns listade i Catalogue of Life.